# Таи
 Тази статия е за етническата група.  За езика вижте Тайски език.  
Таи (на тайски: ไทสยาม) са тайска етническа група в Югоизточна Азия, наброяваща над 32 милиона души.
Живеят главно в Тайланд, където са най-голямата народност, като значителни емигрантски общности има в Съединените щати и страните от Източна и Югоизточна Азия. Говорят тайски език, близък до тези на лао в Тайланд и Лаос и на шаните в Мианмар. Таите са една от 56-те етнически групи в КНР.
Предшествениците на таите и лао се установяват в Югоизточна Азия през VII-XIII век, пристигайки от днешните китайски области Юннан и Гуанси. Тук те попадат под културното влияние на кхмерите и възприемат теравада будизма.